# St. Quirinus (Quer-Sankt Quirin)

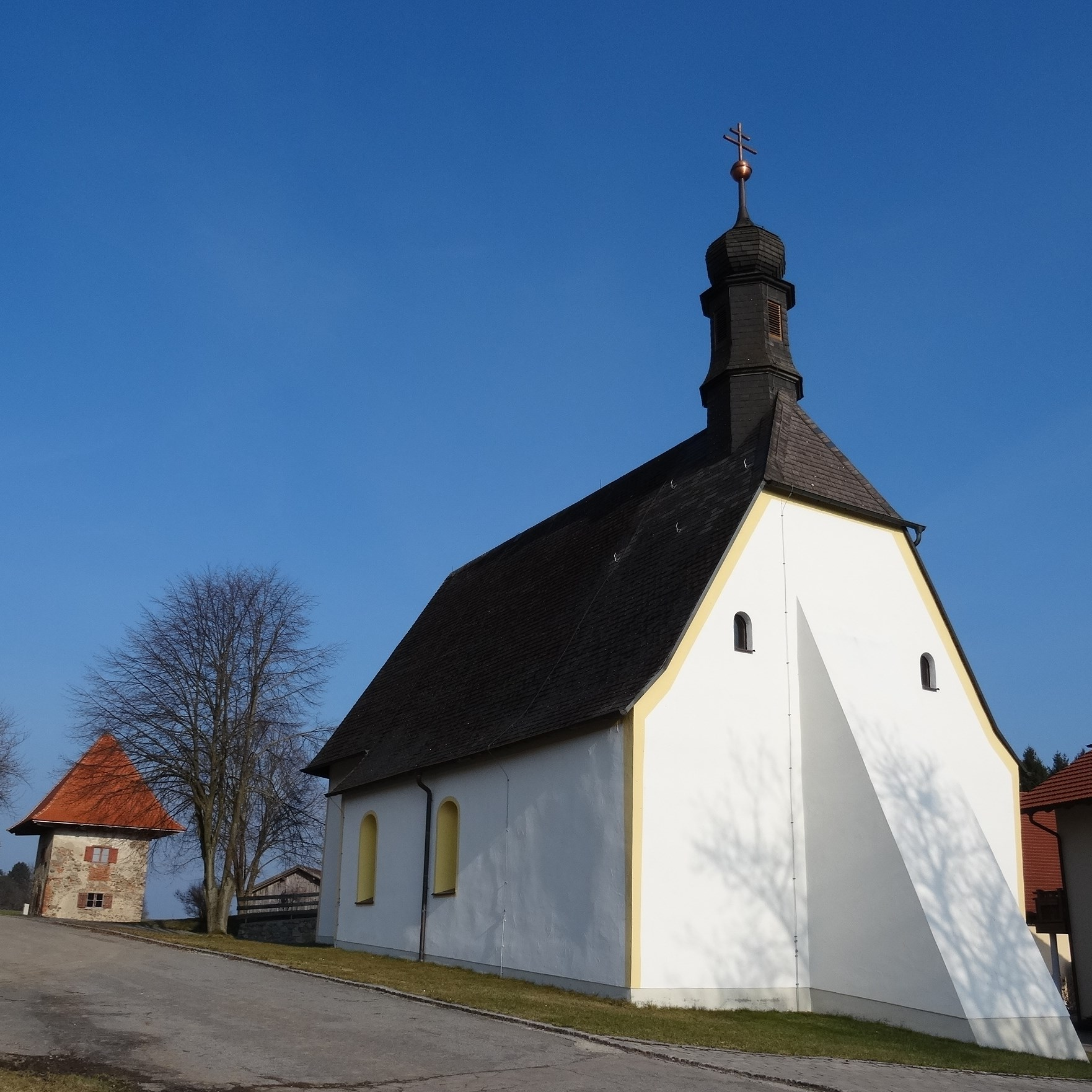
St. Quirinus (Quer-Sankt Quirin)

Die römisch-katholische, denkmalgeschützte Wallfahrtskirche St. Quirinus steht in Quer, einem Gemeindeteil der Gemeinde Michelsneukirchen im Landkreis Cham der Oberpfalz. Die Kirchengemeinde gehört zum Bistum Regensburg. Das Bauwerk ist unter der Denkmalnummer D-3-72-142-19 als Baudenkmal in die Bayerische Denkmalliste eingetragen.

## Beschreibung
Die gotische Saalkirche wurde 1616 verändert. Sie besteht aus einem Langhaus, das im Westen von einem Pfeiler gestützt wird, und einem eingezogenen, dreiseitig geschlossenen Chor im Osten. Das Langhaus ist mit einem Krüppelwalm bedeckt, auf dem im 18. Jahrhundert ein sechseckiger, schiefergedeckter Dachreiter im Westen aufgesetzt wurde, der den Glockenstuhl beherbergt und der mit einer Zwiebelhaube bedeckt ist. Im mit einer Flachdecke überspannten Innenraum sind das Langhaus und der Chor durch einen Chorbogen getrennt. Zur Kirchenausstattung gehört ein Hochaltar, auf dessen Mensa die Statuen des heiligen Quirin, des heiligen Dionysius und des heiligen Wolfgang stehen.